# Доња Махала
Доња Махала је насељено мјесто у Босни и Херцеговини, у граду Орашје, које административно припада Федерацији Босне и Херцеговине. Према попису становништва из 2013. у насељу је живјело 3.702 становника.

## Становништво
| Националност       | 2013.          | 1991.          | 1981.          | 1971.          |
| Хрвати             | 3.669 (99,11%) | 4.207 (98,45%) | 3.870 (97,72%) | 3.841 (99,68%) |
| Срби               | 6 (0,16%)      | 23 (0,53%)     | 7 (0,17%)      | 4 (0,10%)      |
| Муслимани          | 9 (0,24%)      | 7 (0,16%)      | 9 (0,22%)      | 1 (0,02%)      |
| Југословени        | –              | 11 (0,25%)     | 33 (0,83%)     | 2 (0,05%)      |
| остали и непознато | 18 (0,48%)     | 25 (0,58%)     | 41 (1,03%)     | 5 (0,12%)      |
| Укупно             | 3.702          | 4.273          | 3.960          | 3.853          |

## Знаменити личности
- Иво Грегуревић, југословенски и хрватски глумац